# (5029) Ireland
(5029) Ireland est un astéroïde de la ceinture principale.

## Description
(5029) Ireland est un astéroïde de la ceinture principale. Il fut découvert le 24 janvier 1988 à l'Observatoire Palomar par Carolyn S. Shoemaker et Eugene M. Shoemaker. Il présente une orbite caractérisée par un demi-grand axe de 2,93 UA, une excentricité de 0,09 et une inclinaison de 19,4° par rapport à l'écliptique.

## Nom
Cet astéroïde a été nommé en l'honneur de l'Irlande, connu poétiquement comme Erin ou Hibernia, afin de célébrer en cette année 1995 plusieurs anniversaires : le 150e anniversaire du Geological Survey of Ireland, le 150e anniversaire des Queen's Colleges (désormais University College Cork, Université nationale d'Irlande à Galway et Université Queen's de Belfast) et le 750e anniversaire de la ville de Sligo. Citation préparée par P. M. Bruck à la demande des découvreurs.

## Compléments